# ماكس فيرتيمير
ماكس فيرتيمير (بالألمانية: Max Wertheimer)‏ (من مواليد 15 أبريل عام 1880 إلى 12 أكتوبر عام 1943)، هو عالم نفس من أصل نمساوي-مجري، وكان أحد مؤسسي علم النفس الغشتالتي الثلاثة، إلى جانب كورت كوفكا ووولفغانغ كولر. وهو معروف بكتابه «التفكير الإنتاجي-برودكتيف ثينكينغ»، وتصوّره لظاهرة فاي كجزء من عمله في علم النفس الغشتالتي.
أصبح فيرتيمير مهتمًا بعلم النفس ودرس على يد كارل ستومبف في جامعة برلين. ثم ذهب فيرتيمير للحصول على شهادة الدكتوراه في عام 1904 تحت إشراف أوزوالد كولب، في جامعة فورتسبورغ، بعد ذلك بدأ حياته المهنية في التدريس في جامعة فرانكفورت. غادر فرانكفورت لفترة وجيزة للعمل في معهد برلين لعلم النفس، لكنه عاد في عام 1929 كأستاذ جامعي. انتهى به الأمر في جامعة «ذا نيو سكول» في نيويورك، وهو المنصب الذي شغله حتى وفاته.

## النشأة
وُلد ماكس فيرتيمير في 15 أبريل من عام 1880 في مدينة براغ، والتي كانت آنذاك جزءًا من منطقة بوهيميا النمساوية المجرية. كان ماكس ابن فيلهلم وروزا فيرتيمير، وهو الابن الثاني لهما بعد شقيقه والتر. كان فيلهلم فيرتيمير مُدرسًا وخبيرًا ماليًا ناجحًا. روزا فيلهلم، اسمها الأصلي روزا تسفايكر، وحصلت أيضًا على تعليم تقليدي. كان لعائلة فيرتيمير نشاط واسع داخل المجتمع اليهودي الذي عاشوا فيه. كانت عائلة فيرتيمير واسعة الثقافة، لذا تلقى ماكس تعليمه من والديه، وشارك في المناقشات السياسية والتربوية في المنزل، وكذلك تعلّم العزف على البيانو والكمان. بعد أن تلقى أحد كتب باروخ سبينوزا كهدية، طوّر اهتمامه بالفلسفة. شعر أنه وسبينوزا يتشاركان في ثقافة وسمات مشتركة.
بدأ ماكس تعليمه الرسمي في الخامسة من عمره، في مدرسة ابتدائية خاصة تديرها منظمة بياريست التابعة للكنيسة الكاثوليكية الرومانية. لم يكن من الغريب في ذلك الوقت أن يتلقى الأطفال اليهود داخل أوروبا الوسطى تعليمهم من الكنيسة الكاثوليكية. في سن العاشرة، تخرّج ماكس من مدرسة بياريست للقواعد والتحق بثانوية «رويال إمبيرال نيو سيتي جيرمان ستايت» حيث كان من المتوقع أن يحصل على شهادة تؤهله للتسجيل في الجامعة. نظرًا للبرامج المتنوعة التي تُقدمها الجامعة، بدأ ماكس في التفكير في مستقبله، وأدرك إعجابه القوي بالفلسفة. بدأ ماكس أولاً بدراسة القانون في جامعة تشارلز، حيث استكشف هناك أيضًا مجالات أخرى مثل الفلسفة والموسيقى وعلم وظائف الأعضاء وعلم النفس. بعد عام، غادر ماكس جامعة تشارلز والتحق بجامعة برلين حيث حوّل دراسته إلى مجال الفلسفة. في برلين، تمكّن ماكس من العمل مع مجموعة من الشخصيات البارزة مثل كارل ستومبف وفريدريتش شومان وجورج إلياس مولر وإيريك فون هورنبوستل. في وقت لاحق من عام 1903، حصل ماكس على درجة الدكتوراه من جامعة فورتسبورغ. وهناك أكمل بحثه عن أداة كشف الكذب.

## حياته اللاحقة
بدأ ماكس فيرتيمير مسيرته الأكاديمية في معهد في مدينة فرانكفورت، ليلتحق فيما بعد بجامعة فرانكفورت. غادر ماكس فرانكفورت في الفترة من عام 1916 إلى عام 1929 لمتابعة وظيفته في معهد برلين للأمراض النفسية، لكنه عاد إلى فرانكفورت في عام 1929 كأستاذ جامعي، حيث استقرّ هناك حتى عام 1933. في عام 1923، أثناء عمله في التدريس في برلين، تزوّج فيرتيمير من آنا كارو (التي تُدعى آني)، وهي ابنة طبيب، ورُزِقا بأربعة أطفال: رودولف (الذي توفي في طفولته، عام 1924)، فالنتين (من مواليد 1925-1978)، مايكل (من مواليد عام 1927)، وليز (من مواليد 1928 ، ليزبيث روزا). انفصل ماكس وآنا فيرتيمير في عام 1942.
مثّل فيرتيمير بلاده في الحرب العالمية الأولى كقبطان في الجيش. بعد عودته من الحرب، واصل محاضراته وبحثه حول الإدراك والتصورات في جامعة برلين حتى عام 1933. لكن في العام ذاته، شجّعت بعض التغييرات الدراماتيكية في ألمانيا فيرتيمير على أن يغادر البلاد إثر سماعه لتصريحات هتلر على وسائل الإعلام، إذ شعر بأن جذوره اليهودية لن يتم التساهل معها أو قبولها من قِبَل الحكومة بقيادة أدولف هتلر. قبل أن يصل هتلر إلى السلطة، انضمت عائلة فيرتيمير إلى المهاجرين الألمان وانتقلوا إلى الولايات المتحدة. نُسّقت عملية هجرة فيرتيمير من قِبَل الجالية الأمريكية في براغ، ووصل هو وزوجته وأطفالهم إلى ميناء نيويورك في 13 سبتمبر من عام 1933. تم توطين العائلة هناك؛ لهذا السبب يُشار إلى ماكس فيرتيمير بأنه عالم نفسي ألماني-أميركي الجنسية.
مع انتقاله إلى أمريكا، قَبِل ماكس الوظيفة المهنية في سن الثالثة والخمسين في مدينة نيويورك بالمدرسة الجديدة للبحوث الاجتماعية «نيو سكول فور سوشال ريسيرش». كانت المدرسة الجديدة قد أُنشأت منذ أربعة عشر عامًا فقط عندما حصل ماكس على فرصة لتدريس مختلف الفصول هناك. بقي ماكس في المدرسة الجديدة طيلة العقد الأخير من حياته. بقي على اتصال مع زملائه الأوروبيين ممن قد هاجروا أيضًا إلى أمريكا. كان كوفكا يقوم بالتدريس في جامعة سميث، وكولر في جامعة سوارثمور؛ وليفان في جامعة كورنيل وجامعة أيوا. على الرغم من تدهور حالة ماكس الصحية، واصل العمل على بحثه حول آلية حل المشكلات، وهو ما يُفضّل تسميته «بالتفكير الإنتاجي». أكمل كتابه الوحيد، «التفكير الإنتاجي»، حول هذا الموضوع في أواخر سبتمبر من عام 1943. توفي ماكس إثر تعرضه لنوبة قلبية بعد ثلاثة أسابيع فقط من إكمال كتابه في منزله في نيو روشيل في نيويورك. دُفن فيرتيمير في مقبرة بيتشوود، أيضّا في نيو روشيل. ماكس والد مايكل فيرتيمير، العالم النفسي الشهير.

## ظاهرة فاي
بدأ ماكس فيرتيمير التأسيس الرسمي لعلم النفس الغشتالتي في عام 1910، حيث بدأ بإجراء تجارب على ظاهرة فاي. وقد نشر هذه التجارب في بحث تحت عنوان «الدراسات التجريبية حول توقع الحركة أو الإدراك الحركي». تُعرّف ظاهرة فاي بأنها حركة ظاهرة ناجمة عن إشارات بصرية مُضيئة ومتسلسلة. وضّح فيرتيمير هذه الظاهرة على جهاز قام بصنعه والذي يستخدم فيه ضوءين منفصلين ويضعهما في موقعين مختلفين. على الرغم من أن الضوءين ثابتين، إلا أن وميضهما معًا في وقت محدد يؤدي إلى تلقي شبكية العين هذا الضوء وكأنه يتحرك. عمل فيرتيمير مع شريكيه كوفكا وكولر لجمع المعلومات التي أدت في النهاية إلى إطلاقهم لحركة الغشتالتية. أظهرت النتائج التي توصلوا إليها بأن نوعية الكُلّ يختلف عن مجموع الأجزاء. وتفسير ظاهرة فاي هو أن الحركة ظاهرة لأن العين نفسها تتحرك استجابة لومضات الضوء المتتالية. تعتمد حركة المراقب على ردود الفعل من العين المتحركة. أكّد الباحثون أن الإدراك البشري عِرضة لمثل هذه الأوهام ويتكهنون أنه من المفيد ربط الأحداث القريبة من بعضها عوضًا عن الإبقاء عليها منفصلة بشكل مصطنع.

## كتاب التفكير الإنتاجي «بروديكتف ثينكينغ»
بصفته باحثًا في النظرية الغشتالتية، كان ماكس فيرتيمير مُهتمًا بالإدراك، إلى جانب اهتمامه بالفكر. نشر ماكس أفكاره من خلال كتابه «التفكير الإنتاجي» (عام 1945) قبل وفاته في عام 1943. كان فيرتيمير مُهتمًا أيضًا بالتمييز بين التفكير الإنجابي والتفكير الإنتاجي. إذ يرتبط التفكير الإنجابي بالتكرار أو التكييف أو العادات أو الحقول الفكرية المعروفة. أما التفكير الإنتاجي فهو نتاج أفكار وانجازات جديدة. التفكير الإنتاجي هو التفكير القائم على البصيرة. جادل فيرتيمير بأن التفكير القائم على البصيرة فقط هو الذي يُمكن أن يجلب فهمًا حقيقيًا للمشاكل والعلاقات المفاهيمية. شجّع فيرتيمير التدريب في المنطق التقليدي. إذ كان يعتقد بأن المنطق التقليدي يُحفز التفكير. ومع ذلك، كان يعتقد أن المنطق وحده لا يؤدي إلى التفكير الإنتاجي. كان يؤمن بأهمية الإبداع في المشاركة بالتفكير الإيجابي. في كتابه «التفكير الإنتاجي»، على غرار محاضراته، استخدم فيرتيمير أمثلة ملموسة لتوضيح مبادئه. استخدم فيرتيمير هذه الرسوم التوضيحية لإظهار الانتقال من S1، وهي حالة لا يبدو فيها الشيء حقيقيًا، إلى S2، حيث يبدو كل شيء واضحًا ومفهومًا. ويشير في كتاب «التفكير الإنتاجي» إلى أن حل مشكلة عن طريق الطاعة العمياء للقواعد يمنع الفهم الحقيقي للمشاكل. ويعتقد أن هذه الطاعة العمياء تحجب أي شخص عن الكشف عن الحل. لأفكار ماكس فيرتيمير حول التفكير الإنتاجي ارتباط مستمر مع الأفكار الحديثة للمخططات والخطط وهياكل المعرفة الموجودة اليوم.

## النظرية الغشتالتية
طوّر فيرتيمير نظرية الغشتالتية في عام 1910، بينما كان على متن قطار من فيينا لقضاء عطلة في راينلاند في ألمانيا. مصطلح غشتالت، في تعريف اللغة الإنجليزية الأقرب له، يُترجم إلى أنه التكوين والشكل والشمولية والبنية والنمط. وفقًا لعلم النفس الغشتالتي، فإن الإدراك هو الكُلّ. بهذا المعنى، يمكن للإدراك أن يصوغ الرؤية والحواس الأخرى. بالإضافة إلى ذلك، تنصّ النظرية على أن الكُلّ ليس أكبر من عناصره ولكنه يختلف أيضًا عن تلك العناصر. بحلول عام 1920، أضاف فيرتيمير بأن خصائص أي جزء تخضع للقوانين الهيكلية للكُلّ. كانت الجهود المبذولة اللاحقة لاكتشاف مثل هذه القوانين محدودة النجاح. نُظر إلى عمل فيرتيمير في علم النفس الغشتالتي مع زملائه في المدرسة الجديدة «ذا نيو سكول» على أنه معارضة وبديل للنهج السلوكي في علم النفس.

## روابط خارجية
- ماكس فيرتيمير على موقع الموسوعة البريطانية (الإنجليزية)